# پاتریس ریو
پاتریس ریو (فرانسوی: Patrice Rio‎؛ زادهٔ ۱۵ اوت ۱۹۴۸) یک بازیکن فوتبال اهل فرانسه است.
از باشگاه‌هایی که در آن بازی کرده‌است می‌توان به باشگاه فوتبال نانت و باشگاه فوتبال رن اشاره کرد.
وی همچنین در تیم ملی فوتبال فرانسه بازی کرده‌است.